# Governo Vučević
Il Governo Vučević è stato il diciassettesimo esecutivo della Serbia, in carica per 11 mesi e 14 giorni dal 2 maggio 2024 al 16 aprile 2025. Il 28 gennaio 2025, il Primo ministro Miloš Vučević ha presentato le dimissioni del Governo, a seguito delle proteste scaturite dopo il crollo della pensilina della stazione di Novi Sad, dimissioni ratificate dall'Assemblea nazionale a marzo dello stesso anno.

## Compagine di governo

### Appartenenza politica
L'appartenenza politica dei membri del Governo alla sua formazione era la seguente:
| Partito | Partito                                         | Primo ministro | Ministri | Totale |
| ------- | ----------------------------------------------- | -------------- | -------- | ------ |
|         | Partito Progressista Serbo                      | 1              | 15       | 16     |
|         | Indipendenti                                    | -              | 5        | 5      |
|         | Partito Socialista di Serbia                    | -              | 4        | 4      |
|         | Movimento dei Socialisti                        | -              | 1        | 1      |
|         | Alleanza Democratica dei Croati in Voivodina    | -              | 1        | 1      |
|         | Partito della Giustizia e della Riconciliazione | -              | 1        | 1      |
|         | Partito dei Pensionati Uniti di Serbia          | -              | 1        | 1      |
|         | Partito Popolare Serbo                          | -              | 1        | 1      |
|         | Partito Socialdemocratico di Serbia             | -              | 1        | 1      |
|         | Zavetnici                                       | -              | 1        | 1      |
| Totale  | Totale                                          | 1              | 31       | 32     |

### Provenienza geografica
La provenienza geografica dei membri del Governo alla sua formazione si poteva così riassumere:
| Distretto            | Primo ministro | Ministri | Totale |
| -------------------- | -------------- | -------- | ------ |
| Bačka Meridionale    | 1              | 3        | 4      |
| Belgrado             | -              | 12       | 12     |
| Banato Meridionale   | -              | 2        | 2      |
| Kolubara             | -              | 2        | 2      |
| Nišava               | -              | 2        | 2      |
| Rasina               | -              | 2        | 2      |
| Bačka Settentrionale | -              | 1        | 1      |
| Prizren              | -              | 1        | 1      |
| Raška                | -              | 1        | 1      |
| Šumadija             | -              | 1        | 1      |
| Zlatibor             | -              | 1        | 1      |
| Estero               | -              | 3        | 3      |

### Sostegno parlamentare
| Camera              | Collocazione     | Partiti                                                  | Seggi     |
| ------------------- | ---------------- | -------------------------------------------------------- | --------- |
| Assemblea Nazionale | Maggioranza      | AV-SNSDS (129), SPS (18), SPP (3)                        | 150 / 250 |
| Assemblea Nazionale | Appoggio esterno | VMSZ/SVM (6)                                             | 6 / 250   |
| Assemblea Nazionale | Opposizione      | SPN (65), NADA (13), MI-GIN (13), SDA S (2), PVD/PDD (2) | 94 / 250  |

## Composizione
| Presidenza del Governo                                       | Presidenza del Governo | Presidenza del Governo                              | Presidenza del Governo                      |
| Carica                                                       | Titolare               | Titolare                                            | Titolare                                    |
| ------------------------------------------------------------ | ---------------------- | --------------------------------------------------- | ------------------------------------------- |
| Primo ministro                                               |                        |                                                     | Miloš Vučević (SNS)                         |
| Primo Vice Primo ministro                                    |                        |                                                     | Siniša Mali (SNS)                           |
| Vice Primo ministro                                          |                        |                                                     | Ivica Dačić (SPS)                           |
| Vice Primo ministro                                          |                        | Irena Vujović (SNS)                                 |                                             |
| Vice Primo ministro                                          |                        | Aleksandar Vulin (PS)                               |                                             |
| Ministri                                                     |                        |                                                     |                                             |
| Finanze                                                      |                        |                                                     | Siniša Mali (SNS)                           |
| Affari interni                                               |                        |                                                     | Ivica Dačić (SPS)                           |
| Protezione dell'ambiente                                     |                        |                                                     | Irena Vujović (SNS)                         |
| Economia                                                     |                        |                                                     | Adriana Mesarović (SNS)                     |
| Agricoltura, foreste e risorse idriche                       |                        |                                                     | Aleksandar Martinović (SNS)                 |
| Costruzioni, trasporti e infrastrutture                      |                        |                                                     | Goran Vesić (SNS) Fino al 25/11/2024        |
| Costruzioni, trasporti e infrastrutture                      |                        | Darko Glišić (SNS) (ad interim) Dal 25/11/2024      |                                             |
| Miniere ed energia                                           |                        |                                                     | Dubravka Đedović Handanović (Ind.)          |
| Commercio interno ed estero                                  |                        |                                                     | Tomislav Momirović (SNS) Fino al 25/11/2024 |
| Commercio interno ed estero                                  |                        | Adriana Mesarović (SNS) (ad interim) Dal 25/11/2024 |                                             |
| Giustizia                                                    |                        |                                                     | Maja Popović (Ind.)                         |
| Amministrazione statale e autonomia locale                   |                        |                                                     | Jelena Žarić Kovačević (SNS)                |
| Diritti umani e delle minoranze e dialogo sociale            |                        |                                                     | Tomislav Žigmanov (DSHV)                    |
| Difesa                                                       |                        |                                                     | Bratislav Gašić (SNS)                       |
| Affari esteri                                                |                        |                                                     | Marko Đurić (SNS)                           |
| Integrazione europea                                         |                        |                                                     | Tanja Miscević (Ind.)                       |
| Istruzione                                                   |                        |                                                     | Slavica Djukić Dejanović (SPS)              |
| Salute                                                       |                        |                                                     | Zlatibor Lončar (SNS)                       |
| Lavoro, occupazione, affari dei veterani e politiche sociali |                        |                                                     | Nemanja Starović (SNS)                      |
| Welfare familiare e demografia                               |                        |                                                     | Milica Đurđević Stamenkovski (SSZ)          |
| Sport                                                        |                        |                                                     | Zoran Gajic (Ind.)                          |
| Cultura                                                      |                        |                                                     | Nikola Selaković (SNS)                      |
| Welfare rurale                                               |                        |                                                     | Milan Krkobabić (PUPS)                      |
| Scienza, sviluppo tecnologico e innovazione                  |                        |                                                     | Jelena Begović (SNS)                        |
| Turismo e gioventù                                           |                        |                                                     | Husein Memić (SDPS)                         |
| Informazione e telecomunicazioni                             |                        |                                                     | Dejan Ristić (SNS)                          |
| Investimenti pubblici                                        |                        |                                                     | Darko Glišić (SNS)                          |
| Ministri senza portafoglio                                   |                        |                                                     | Novica Tončev (SPS)                         |
| Ministri senza portafoglio                                   |                        | Đorđe Milićević (SPS)                               |                                             |
| Ministri senza portafoglio                                   |                        | Usame Zukorlić (SPP)                                |                                             |
| Ministri senza portafoglio                                   |                        | Nenad Popović (SNP)                                 |                                             |
| Ministri senza portafoglio                                   |                        | Tatjana Macura (Ind.)                               |                                             |

### Bibliografiche
1. ↑  (HBS) Radio Slobodna Evropa, Izglasana nova Vlada Srbije, in Radio Slobodna Evropa, 2 maggio 2024. URL consultato il 16 gennaio 2025.
2. ↑   Unospecchiosulmondo, uno specchio sul mondo: Serbia, il parlamento vota la fiducia al governo Vucevic, su uno specchio sul mondo, 3 maggio 2024. URL consultato il 16 gennaio 2025.

### Esplicative
1. 1 2  Due dei quali sono anche Vice Primi ministri.
2. 1 2 3 4  Uno dei quali è anche Vice Primo ministro.
3. ↑  Aleksandar Martinović e Nenad Popović sono nati rispettivamente in Croazia e Bosnia Erzegovina, all'epoca entrambi territori della Jugoslavia; Usame Zukorlić è nato invece in Algeria.
4. ↑  SNS, JS, SDPS, PUPS, DSHV.
5. ↑  SSP (16), NPS (12), ZLF (9),SRCE (9), DS (8), EU (5), PSG (3), NLS (2), USS Sloga (1).
6. ↑  DSS (7), POKS (6).
7. ↑  Incaricato del monitoraggio dello stato dei progetti nell'ambito di diversi ministeri e organizzazioni speciali del Governo, in coordinamento con il Presidente della Repubblica.
8. ↑  Incaricato del miglioramento dello sviluppo dei comuni insufficientemente sviluppati.
9. ↑  Incaricato del coordinamento delle attività e delle misure nel campo delle relazioni con la diaspora.
10. ↑  Incaricato della riconciliazione, della cooperazione regionale e della stabilità sociale.
11. ↑  Incaricato della cooperazione economica internazionale e della condizione sociale della Chiesa nel Paese e all'estero.
12. ↑  Incaricata della parità di genere, della prevenzione della violenza contro le donne e dell'emancipazione economica e politica delle donne.